# Тукузское сельское поселение
Тукузское се́льское поселе́ние — муниципальное образование в Вагайском районе Тюменской области Российской Федерации.
Административный центр — село Тукуз.

## История
Статус и границы сельского поселения установлены Законом Тюменской области от 5 ноября 2004 года № 263 «Об установлении границ муниципальных образований Тюменской области и наделении их статусом муниципального района, городского округа и сельского поселения».

## Население
| 2010 | 2011 | 2012 | 2013 | 2014  | 2015  | 2016 |
| ---- | ---- | ---- | ---- | ----- | ----- | ---- |
| 968  | ↘966 | ↘951 | ↘924 | →924  | ↘918  | ↗929 |
| 2017 | 2018 | 2019 | 2020 | 2021  | 2023  |      |
| ↘927 | ↘923 | ↘919 | ↗932 | ↗1048 | ↘1045 |      |

## Состав сельского поселения
| № | Населённый пункт | Тип населённого пункта       | Население |
| - | ---------------- | ---------------------------- | --------- |
| 1 | Лямчай           | деревня                      | 33        |
| 2 | Малый Уват       | деревня                      | 163       |
| 3 | Тукуз            | село, административный центр | 772       |